# Eugen Jørgensen (botaniker)
Eugen Honoratus Jørgensen, född 29 november 1862 i Kristiania, död 14 maj 1938 i Bergen, var en norsk botaniker.
Eugen Jørgensen avlade candidatus realium i Kristiania 1887, blev adjunkt vid Bergens katedralskola 1894 och överlärare (senare lektor) där 1902. Jørgensen företog resor till Spetsbergen och Tortugasöarna i Mexikanska golfen, bearbetade plankton från skilda länder och utgav Die Ceratien (1911). Hans Die Euphrasia-Aren Norwegens (i Bergens museums aarbok. Naturvidensk. række. 1916–1917, 1919) följdes av undersökningar över levermossor, främst Norges levermoser (i Bergens museums skrifter, 16, 1934).